# 小行星7729
小行星7729（7729 Golovanov）是一颗绕太阳运转的小行星，为主小行星带小行星。该小行星于1977年8月24日发现。

## 轨道参数
小行星7729的轨道半长轴为2.2581309 UA，离心率为0.18。